# Ralf Binnewies
Ralf Binnewies (* 1957 in Osnabrück) ist ein deutscher Maler.
Ralf Binnewies begann 1975 als Autodidakt mit der Malerei. Seine neueste Werkgruppe beschäftigt sich mit dem Thema „Individuum und Masse“. Als Mitbegründer der Galerie 61 und der Produzentengalerie setzte er sich maßgeblich für die Direktvermarktung der Kunst durch den Künstler ein. Mitglied im Bundesverband Bildender Künstlerinnen und Künstler (BBK) seit 2006 und im BBK-Vorstand seit 2024.
Heute lebt er in Bielefeld.